# (37933) 1998 FM140
1998 FM140 (asteroide 37933) é um asteroide da cintura principal. Possui uma excentricidade de 0.12807700 e uma inclinação de 0.52792º.
Este asteroide foi descoberto no dia 29 de março de 1998 por LINEAR em Socorro.